# Milaan-San Remo 1933
De wielerwedstrijd Milaan-San Remo 1933 werd gereden op 26 maart 1933. Het parcours van deze 26e editie was 281,5 km lang. 
De Italiaan Learco Guerra won voor Alfredo Bovet en Pietro Rimoldi.

## Deelnemende ploegen
| Deelnemende teams | Deelnemende teams | Deelnemende teams         | Deelnemende teams      |
| ----------------- | ----------------- | ------------------------- | ---------------------- |
| Bianchi           | Oscar Egg         | Maino-Clément             | Legnano-Clément        |
| Gloria            | Frejus            | Génial Lucifer-Hutchinson | France Sport-Wolber    |
| Allegro           | Olympia           | Ganna                     | Bestetti-D'Allessandro |

## Uitslag
| Milaan–San Remo 1933 |                     |                        |          |
| Plaats               | Naam                | Ploeg                  | Tijd     |
| Winnaar              | Learco Guerra       | Maino-Clément          | 7u50'41" |
| 2                    | Alfredo Bovet       | Bianchi                | z.t.     |
| 3                    | Pietro Rimoldi      | Bianchi                | z.t.     |
| 4                    | Karl Altenburger    | Olympia                | z.t.     |
| 5                    | Ludwig Geyer        | Legnano-Clément        | z.t.     |
| 6                    | Alfredo Binda       | Legnano-Clément        | +1'56"   |
| 7                    | Antonio Negrini     | Génial-Lucifer         | z.t.     |
| 8                    | Decimo Bettini      | Individueel            | z.t.     |
| 9                    | Carlo Moretti       | Bestetti-D'Allessandro | z.t.     |
| 10                   | Michele Mara        | Bianchi                | +3'29"   |
| 11                   | Costante Girardengo | Maino-Clément          | z.t.     |
| 12                   | Maggiorino Grosso   | Individueel            | z.t.     |
| 13                   | René Vietto         | Oscar Egg              | z.t.     |
| 14                   | Raffaele Di Paco    | Legnano-Clément        | +7'19"   |
| 15                   | Aldo Canazza        | Legnano-Clément        | +9'19"   |
| 16                   | Giovanni Firpo      | Gloria                 | +10'00"  |
| 17                   | Mario Cipriani      | Ganna                  | z.t.     |
| 18                   | Ambrogio Morelli    | Bianchi                | +15'00"  |
| 19                   | Giovanni Morisio    | Individueel            | z.t.     |
| 20                   | Luigi Tramontini    | Individueel            | z.t.     |

1907 · 1908 · 1909 · 1910 · 1911 · 1912 · 1913 · 1914 · 1915 · 1916 · 1917 · 1918 · 1919 · 1920 · 1921 · 1922 · 1923 · 1924 · 1925 · 1926 · 1927 · 1928 · 1929 · 1930 · 1931 · 1932 · 1933 · 1934 · 1935 · 1936 · 1937 · 1938 · 1939 · 1940 · 1941 · 1942 · 1943 · 1944 · 1945 · 1946 · 1947 · 1948 · 1949 · 1950 · 1951 · 1952 · 1953 · 1954 · 1955 · 1956 · 1957 · 1958 · 1959 · 1960 · 1961 · 1962 · 1963 · 1964 · 1965 · 1966 · 1967 · 1968 · 1969 · 1970 · 1971 · 1972 · 1973 · 1974 · 1975 · 1976 · 1977 · 1978 · 1979 · 1980 · 1981 · 1982 · 1983 · 1984 · 1985 · 1986 · 1987 · 1988 · 1989 · 1990 · 1991 · 1992 · 1993 · 1994 · 1995 · 1996 · 1997 · 1998 · 1999 · 2000 · 2001 · 2002 · 2003 · 2004 · 2005 · 2006 · 2007 · 2008 · 2009 · 2010 · 2011 · 2012 · 2013 · 2014 · 2015 · 2016 · 2017 · 2018 · 2019 · 2020 · 2021 · 2022 · 2023 · 2024 · 2025
Lijst van beklimmingen